# Giuseppe Guizzardi
Giuseppe Guizzardi, né en 1779 à Bologne et mort le 29 juillet 1861 dans la même ville, est un peintre néoclassique italien du XVIIIe  et XIXe siècle.

## Biographie
Né à Bologne, Giuseppe Guizzardi a étudié sous Giuseppe Valiani à l'Accademia Clementina (aujourd'hui l'Académie des beaux-arts de Bologne) et est devenu spécialisé en peinture de personnages et en restaurations. Il a commencé ses études à Bologne en 1804 avant d'emménager à Rome en 1809 où il est devenu ami avec Pelagio Palagi. Il a effectué des expositions à l'Académie en 1817 et en 1819. À Modène, en 1823, il a effectué la gravure d'un livre intitulé Travaux de Guido Mazzoni et de Antonio Begarelli. Il œuvre dans la décoration du Palazzo Baciocchi (aujourd'hui le Palazzo Ranuzzi (en)) en tant que peintre de personnages avec Antonio Basoli et son frère Francesco. Il a probablement collaboré avec les Basoli sur un autre bâtiment, le Palazzo Contri. Il a aussi effectué des fresques d'un style néo-étrusque à la Villa Conti la Panglossiana à Bologne. Les tombes maintenant perdues de Luigi Berti et Rosalia Velluti Zati au Cimetière monumental de la Chartreuse de Bologne ont été par Guizzardi en collaboration avec Luigi Busatti et Gaetano Caponeri.